# Донта Смит
Донта Ламонт Смит (роден 27 ноември 1983 в Луисвил, Кентъки) е американски и венецуелски професионален баскетболист.

## Клубна кариера
Смит е избран от Атланта Хоукс с 4 избор във втория кръг на драфта на НБА през 2004 г. след като е играл колежански баскетбол за Southeastern Illinois College и записва средно по 3.3 точки средно на мач при престоя си в Атланта.
По-късно Донта изкарва подготовка с Шарлот Бобкетс, но не подписва договор. Също така играе за Арканзас Римрокърс в дъщерната на NBA лига NBDL
През януари 2007 г. Смит подписва едномесечен договор с шампиона на България Лукойл Академик, който впоследствие е удължен до края на сезон 2006/2007.
След това играе в различни клубове в Китай, Австралия, Венецуела, Пуерто Рико, Мексико, Израел, Италия и Франция. През сезон 2012/13 става шампион на Израел с Макаби Хайфа, а през сезон 2013/14 е MVP на първенството. През 2014/15 става шампион на Израел с Апоел Йерусалим.

## Национален отбор
През 2013 г. получава венецуелски паспорт и играе за Венецуела на шампионата на ФИБА Америка през 2013 г.